# Steve LaTourette

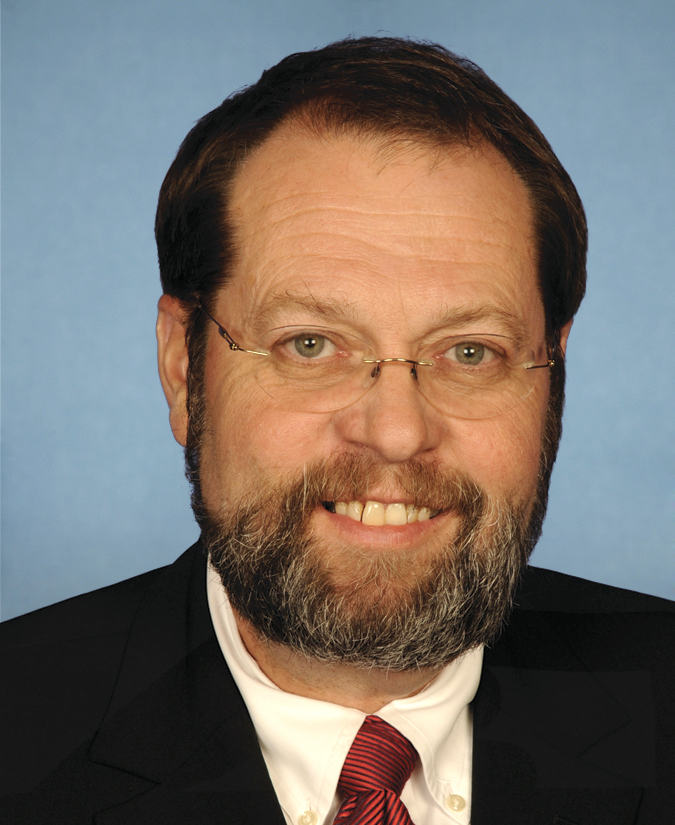
Steve LaTourette (2011)

Steven C. „Steve“ LaTourette (* 22. Juli 1954 in Cleveland, Ohio; † 3. August 2016 in McLean, Virginia) war ein US-amerikanischer Politiker der Republikanischen Partei. Von 1995 bis 2013 war er Mitglied des Repräsentantenhauses der Vereinigten Staaten für den 14. Kongressdistrikt des Bundesstaates Ohio.

## Leben
Steve LaTourette studierte nach seinem High-School-Abschluss an der Cleveland Heights High School 1972 Rechtswissenschaften an der University of Michigan und der Cleveland State University. Vor seiner Wahl ins US-Repräsentantenhaus war er ab 1989 als Chefankläger des Lake County tätig. Er war maßgeblich an der Ergreifung von Jeffrey Lundgren beteiligt.
Von 1995 bis 2003 saß er als Vertreter des 19. Kongressdistrikts im House. Dieser Distrikt wurde zur Kongresswahl 2002 aufgelöst und mit dem 14. Distrikt vereint. Seither vertrat LaTourette den 14. Distrikt als Nachfolger von Thomas C. Sawyer. Seinen Sitz konnte er bei den darauf folgenden Wahlen verteidigen. Im House war er Mitglied im Committee on Appropriations.
Am 31. Juli 2012 gab LaTourette bekannt, dass er im November desselben Jahres nicht für eine Wiederwahl kandidieren werde. Er begründete dies mit der „giftigen“ Atmosphäre im Kongress sowie mit der ideologischen Verbohrtheit der radikalen Flügel der beiden großen Parteien. Da die Primary für die Wahl bereits stattgefunden hatte, oblag es einem Ausschuss der republikanischen Bezirksvorsitzenden, einen neuen Kandidaten aufzustellen. Zum Bewerberkreis zählte Matt Dolan, ehemaliger Abgeordneter im Repräsentantenhaus von Ohio. Demokratischer Kandidat war der Buchhalter Dale Blanchard. Nach LaTourettes Rücktritt erwog die Parteiführung, Blanchard ebenfalls einen Verzicht nahezulegen, um einen eventuell aussichtsreicheren Anwärter aufstellen zu können. Kandidat der Republikaner war schließlich David Joyce, der sich in der Hauptwahl im November 2012 durchsetzen konnte und LaTourettes Nachfolge antrat.

## Privates
LaTourette war in erster Ehe bis 2003 verheiratet. 2004 heiratete er seine Büroleiterin Jennifer Laptook. Er war Methodist und lebte im Geauga County.
LaTourette starb im August 2016 an Bauchspeicheldrüsenkrebs.